# Onchnesoma steenstrupii
Onchnesoma steenstrupii är en stjärnmaskart som beskrevs av Johan Koren och Daniel Cornelius Danielssen 1875. Onchnesoma steenstrupii ingår i släktet Onchnesoma och familjen Phascoliidae.

## Underarter
Arten delas in i följande underarter:
- O. s. steenstrupii
- O. s. nudum